# Viasat True Crime
Viasat True Crime — европейский телеканал, посвящённый криминальным сериалам. Он был запущен 6 июня 2024 года и принадлежит Viasat World.
Канал посвящён различным видам криминального кино. В эфире присутствуют криминальные программы.